# 细穗草
细穗草（学名：Lepturus repens），为禾本科细穗草属下的一个种类。